# Liste der Monuments historiques in Châteaubriant
Die Liste der Monuments historiques in Châteaubriant führt die Monuments historiques in der französischen Gemeinde Châteaubriant auf.

## Liste der Bauwerke
| Bezeichnung             | Beschreibung                                                                | Standort                                 | Kennzeichnung | Schutzstatus | Datum | Bild           |
| ----------------------- | --------------------------------------------------------------------------- | ---------------------------------------- | ------------- | ------------ | ----- | -------------- |
| Schloss                 | Erbaut im 12. Jahrhundert                                                   | (Lage)                                   | PA00108582    | Classé       | 1921  | weitere Bilder |
| Kirche St-Jean-Baptiste | Erbaut im 12. Jahrhundert                                                   | in Béré (Lage)                           | PA00108583    | Classé       | 1906  | weitere Bilder |
| Monument aux fusillés   | Erbaut 1951                                                                 | (Lage)                                   | PA44000059    | Inscrit      | 2016  | weitere Bilder |
| Hôtel de la Houssaye    | Hôtel particulier, erbaut im 18. Jahrhundert                                | 29, Grande Rue (Lage)                    | PA00108584    | Inscrit      | 1984  | weitere Bilder |
| Maison du Sabot Rouge   | Erbaut im 15./16. Jahrhundert; Gebäude abgebrochen und durch Neubau ersetzt | 31, Grande Rue; 1, rue du Pélican (Lage) | PA00108586    | Inscrit      | 1926  |                |
| Maison de l’Ange        | Haus, erbaut im 17./18. Jahrhundert                                         | (Lage)                                   | PA00108585    | Inscrit      | 1926  | weitere Bilder |

## Liste der Objekte

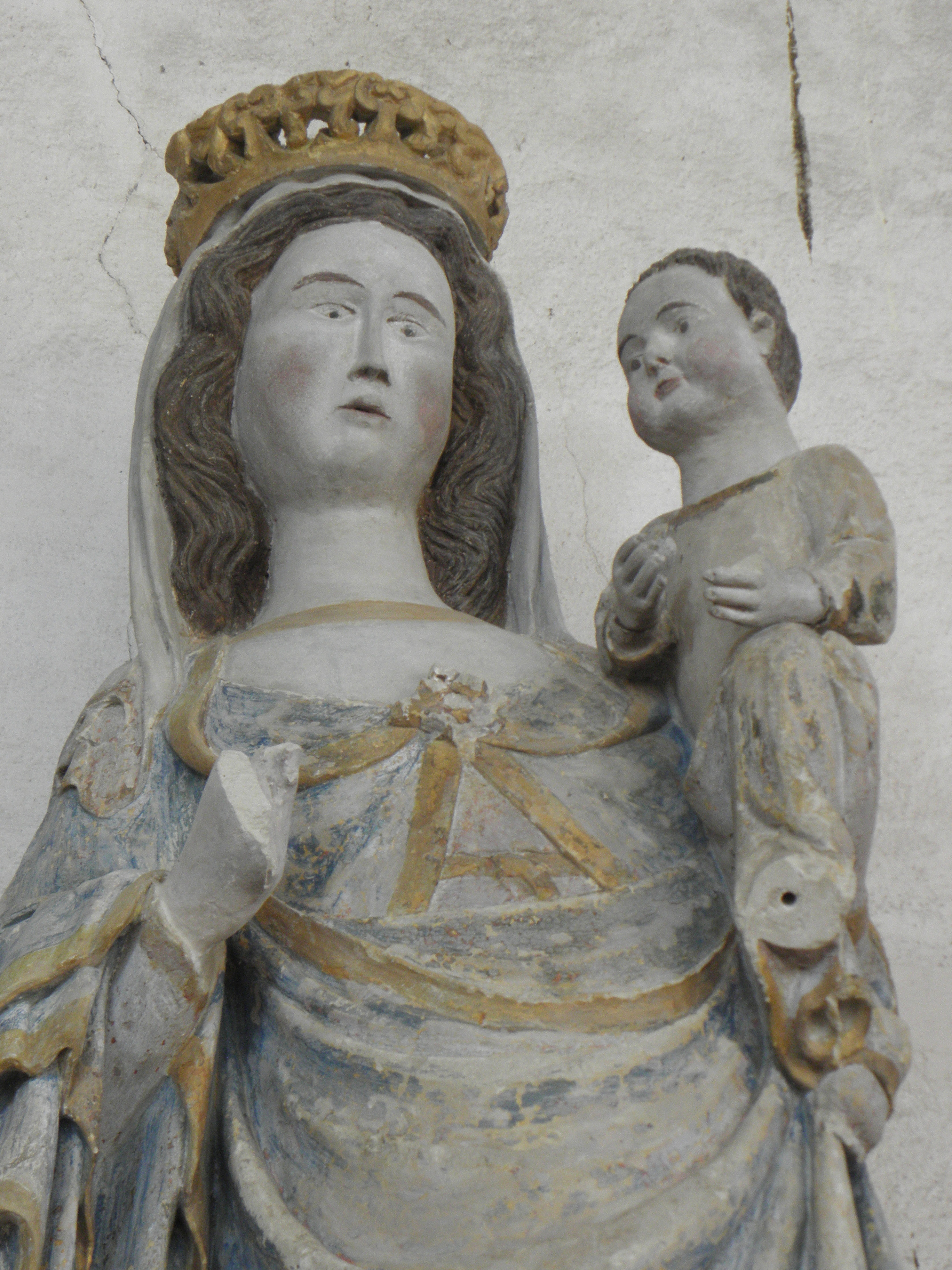
Madonna mit Kind in Châteaubriant

- Monuments historiques (Objekte) in Châteaubriant in der Base Palissy des französischen Kultusministeriums

Siehe auch: Madonna mit Kind (Châteaubriant)